# Euodia
Genre
Classification phylogénétique
Euodia  est un genre de 7 espèces d'arbres de la famille des Rutaceae, originaire d'Asie, du Nord-Est de l'Australie, de la Nouvelle-Guinée et des îles du Sud-Ouest du Pacifique. Le genre est souvent confondu avec les genres Tetradium et Melicope.
Le genre doit son nom au mot grec εὐωδία, euôdia signifiant « bonne odeur » car sa feuille froissée sent bon.

## Espèces
- Euodia elleryana
- Euodia hortensis J.R.Forst. & G.Forst.
- Euodia hupehensis - Euodia du Hubei
- Euodia micrococca
- Euodia ruticarpa (A.Juss.) Benth.
- Euodia schullei Warb.
- Euodia vitiflora

## Description
Ce sont des arbres d'ornement à croissance moyenne appréciés pour leur feuillage penné. Ils donnent des fleurs mellifères attirant un grand nombre d'abeilles et donc très utiles aux apiculteurs comme source de miel tardif d'été.
Les Euodia peuvent mesurer jusqu'à 15 mètres. Ils sont assez rustiques et peuvent se cultiver jusqu'en zone USDA 8 (il supporte le froid jusqu'à -12°).
Leurs feuilles composées, imparipennées mesurent jusqu'à 30 cm et jaunissent à l'automne.
Ils donnent des fleurs rouges ou blanches, en corymbes de 10 cm de diamètre, à odeur forte, en juin, persistant jusqu'en octobre, et produisant des graines noires, luisantes de 2-3 mm, encapsulées. 

## Synonyme
- Evodia Lam. (orthographe alternative).